# Deindustrializzazione

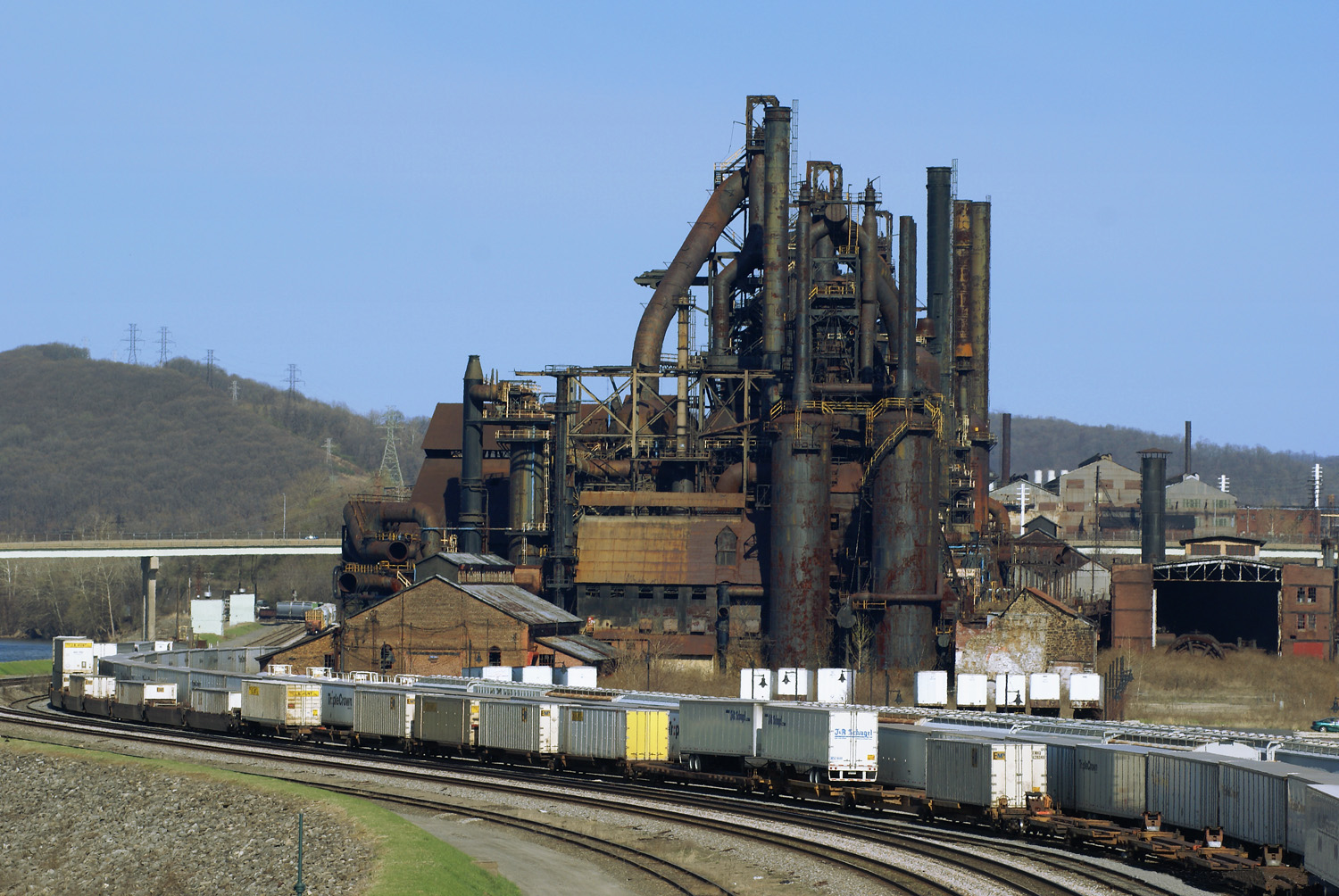
La Bethlehem Steel di Bethlehem, Pennsylvania fu una delle più importanti acciaierie al mondo nel corso del XX secolo, prima della cessazione delle attività

La deindustrializzazione è un processo che, in maniera inversa all'industrializzazione, porta una nazione o una città a ridurre e/o spostare la propria attività industriale, specialmente pesante e manifatturiera, per motivi di natura socioeconomica. È quindi una riduzione del peso dell'industria nelle economie nazionali che sposta decisamente il proprio peso sul settore terziario.

## Descrizione
Sono state offerte quattro interpretazioni diverse del fenomeno:
1. Calo di produzione industriale forzato, dovuto alla mancanza di beni necessari allo sviluppo di un dato prodotto o per mancanza di occupazione nel settore. È anche da sottolineare, come questa interpretazione possa venire definita come tipica della recessione e non propriamente il fenomeno che si vuole descrivere, estremamente diverso.
2. Spostamento significativo di fabbriche e aziende per i servizi in un altro luogo da quello d'origine, dovuto soprattutto a motivi di natura economica (come il calo dei costi di produzione e della manodopera) o di occupazione (mancanza di lavoratori nel settore). È anche da sottolineare, come questa interpretazione possa venire definita come tipica della globalizzazione viste le caratteristiche, ma le due correnti sono diverse.
3. Calo della quantità di merci importate e progressivo aumento di esport-import per stabilizzare l'economia interna.
4. Significativo degrado economico di una nazione, che porta a un forzato spostamento delle attività industriali per il sostentamento parziale della produzione di beni primari.

### Deindustrializzazione delle economie evolute
Nelle economie evolute è fisiologico un certo grado di deindustrializzazione che si manifesta in forma di  terziarizzazione. Si parla in tal caso di economie post-industriali: Europa, Stati Uniti e Giappone.
Settori sempre più ampi della popolazione, lavorano nel settore terziario, ovvero dei servizi (commercio, servizi alla persona, servizi alle imprese, intermediazione, trasporti, ecc.) mentre decresce la quota di forza lavoro all'interno del settore primario (agricoltura) e secondario (industria).
Di solito la terziarizzazione comporta benefici economici, ma solamente in quei paesi che hanno già conosciuto una industrializzazione nel passato e in cui la decisione di dismettere l'industria pesante è accompagnata da validi investimenti alternativi, accompagnati da validi programmi di formazione sulle nuove tecnologie.
All'inizio degli anni Ottanta del Novecento ha preso piede un processo di deindustrializzazione che ha conosciuto degli sviluppi anche drammatici. Secondo Corona, il caso di Bagnoli può essere analizzato considerando quattro specifiche questioni, in verità valide anche per contesti geografici e sociali differenti